# Siamusotima ryukyuensis
Siamusotima ryukyuensis is een vlinder uit de familie van de grasmotten (Crambidae). De wetenschappelijke naam van de soort is voor het eerst gepubliceerd in 2019 door Yusuke Sakamoto en Yutaka Yoshiyasu.
De voorvleugellengte bedraagt ruim 7 millimeter.
De soort komt voor in Japan (Okinawa).